# Série mondiale 1982
La Série mondiale 1982 était la 79e série finale des Ligues majeures de baseball. Elle a débuté le 12 octobre 1982 et opposait les champions de la Ligue nationale, les Cardinals de Saint-Louis, aux champions de la Ligue américaine, les Brewers de Milwaukee.
Cette série 4 de 7 s'est terminée le 20 octobre 1982 par la victoire des Cardinals de Saint-Louis, quatre victoires contre trois.

## Équipes en présence

### Milwaukee
Les Brewers de Milwaukee ont remporté le premier championnat de leur histoire en 1982, enlevant la première place de la section Est de la Ligue américaine avec le meilleur dossier des majeures (95-67) et un seul match de priorité sur les Orioles de Baltimore. Les Brewers avaient mené les deux ligues avec 216 circuits en saison régulière. Mais malgré leur moyenne de plus d'une longue balle par partie en matchs réguliers, les Brewers ne cogneront que 5 circuits dans les 7 rencontres de la série finale.
Milwaukee comptait dans ses rangs le lanceur partant Pete Vuckovich, qui allait quelques semaines après la fin de la Série mondiale gagner le trophée Cy Young dans la Ligue américaine, et Robin Yount, joueur par excellence de l'année 1982. 
Le releveur étoile Rollie Fingers, élu joueur par excellence de la saison 1981, n'a pas pris part à la Série mondiale de 1982 en raison d'une blessure au bras.
En Série de championnat de la Ligue américaine, Milwaukee a défait les champions de la division Ouest, les Angels de la Californie (93-69), par trois parties à deux. Les Brewers, pour qui il s'agissait d'une première présence en éliminatoires (et la dernière avant 2008), participaient donc à une première Série mondiale. 

### Saint-Louis
Les Cards de Saint-Louis (92-70) ont pris la première place de la division Est de la Nationale, montrant le meilleur dossier de cette ligue. À l'opposé des Brewers, les Cardinals (seulement 67 circuits en saison), basaient leurs succès non sur l'attaque, mais sur le jeu défensif, l'efficacité au monticule, et une attitude agressive autour des sentiers. 
En Série de championnat de la Ligue nationale, Saint-Louis balaya en trois matchs consécutifs les champions de la section Ouest, les Braves d'Atlanta (89-73).
Les Cards, déjà titrés à huit reprises (la dernière fois en 1967), participaient à leur première Série mondiale depuis 1968. Ils allaient atteindre la grande finale à deux autres reprises dans les cinq années suivantes, soit en 1985 et 1987.

## Déroulement de la série

### Calendrier des rencontres
| Match | Date       | Visiteur                 | Hôte                     | Score  |
| ----- | ---------- | ------------------------ | ------------------------ | ------ |
| 1     | 12 octobre | Brewers de Milwaukee     | Cardinals de Saint-Louis | 10 - 0 |
| 2     | 13 octobre | Brewers de Milwaukee     | Cardinals de Saint-Louis | 4 - 5  |
| 3     | 15 octobre | Cardinals de Saint-Louis | Brewers de Milwaukee     | 6 - 2  |
| 4     | 16 octobre | Cardinals de Saint-Louis | Brewers de Milwaukee     | 5 - 7  |
| 5     | 17 octobre | Cardinals de Saint-Louis | Brewers de Milwaukee     | 4 - 6  |
| 6     | 19 octobre | Brewers de Milwaukee     | Cardinals de Saint-Louis | 1 - 13 |
| 7     | 20 octobre | Brewers de Milwaukee     | Cardinals de Saint-Louis | 3 - 6  |

### Match 1
Mardi 12 octobre 1982 au Busch Memorial Stadium, Saint-Louis, Missouri.
| Brewers de Milwaukee | 2 | 0 | 0 | 1 | 1 | 2 | 0 | 0 | 4 | 10 | 17 | 0 |
| Cardinals de Saint-Louis | 0 | 0 | 0 | 0 | 0 | 0 | 0 | 0 | 0 | 0  | 3  | 1 |
| Lanceurs partants : MIL : Mike Caldwell STL : Bob Forsch Vic. : Mike Caldwell (1-0) Déf. : Bob Forsch (0-1) HRs : MIL : Ted Simmons (1) |   |   |   |   |   |   |   |   |   |    |    |   |

### Match 2
Mercredi 13 octobre 1982 au Busch Memorial Stadium, Saint-Louis, Missouri.
| Brewers de Milwaukee | 0 | 1 | 2 | 0 | 1 | 0 | 0 | 0 | 0 | 4 | 10 | 1 |
| Cardinals de Saint-Louis | 0 | 0 | 2 | 0 | 0 | 2 | 0 | 1 | X | 5 | 8  | 0 |
| Lanceurs partants : MIL : Don Sutton STL : John Stuper Vic. : Bruce Sutter (1-0) Déf. : Bob McClure (0-1) HRs : MIL : Ted Simmons (2) |   |   |   |   |   |   |   |   |   |   |    |   |

### Match 3
Vendredi 15 octobre 1982 au County Stadium, Milwaukee, Wisconsin.
| Cardinals de Saint-Louis | 0 | 0 | 0 | 0 | 3 | 0 | 2 | 0 | 1 | 6 | 6 | 1 |
| Brewers de Milwaukee | 0 | 0 | 0 | 0 | 0 | 0 | 0 | 2 | 0 | 2 | 5 | 3 |
| Lanceurs partants : STL : Joaquin Andujar MIL : Pete Vuckovich Vic. : Joaquin Andujar (1-0) Déf. : Pete Vuckovich (1-0) Sauv. : Bruce Sutter (1) HRs : STL : Willie McGee (1, 2) MIL : Cecil Cooper (1) |   |   |   |   |   |   |   |   |   |   |   |   |

### Match 4
Samedi 16 octobre 1982 au County Stadium, Milwaukee, Wisconsin.
| Cardinals de Saint-Louis | 1 | 3 | 0 | 0 | 0 | 1 | 0 | 0 | 0 | 5 | 8  | 1 |
| Brewers de Milwaukee | 0 | 0 | 0 | 0 | 1 | 0 | 6 | 0 | X | 7 | 10 | 2 |
| Lanceurs partants : STL : Dave LaPoint MIL : Moose Haas Vic. : Jim Slaton (1-0) Déf. : Doug Bair (0-1) Sauv. : Bob McClure (1) |   |   |   |   |   |   |   |   |   |   |    |   |

### Match 5
Dimanche 17 octobre 1982 au County Stadium, Milwaukee, Wisconsin.
| Cardinals de Saint-Louis | 0 | 0 | 1 | 0 | 0 | 0 | 1 | 0 | 2 | 4 | 15 | 2 |
| Brewers de Milwaukee | 1 | 0 | 1 | 0 | 1 | 0 | 1 | 2 | X | 6 | 11 | 1 |
| Lanceurs partants : STL : Bob Forsch MIL : Mike Caldwell Vic. : Mike Caldwell (2-0) Déf. : Bob Forsch (0-2) Sauv. : Bob McClure (2) HRs: MIL : Robin Yount (1) |   |   |   |   |   |   |   |   |   |   |    |   |

### Match 6
Mardi 19 octobre 1982 au Busch Memorial Stadium, Saint-Louis, Missouri.
| Brewers de Milwaukee | 0 | 0 | 0 | 0 | 0 | 0 | 0 | 0 | 1 | 1  | 4  | 4 |
| Cardinals de Saint-Louis | 0 | 2 | 0 | 3 | 2 | 6 | 0 | 0 | X | 13 | 12 | 1 |
| Lanceurs partants : MIL : Don Sutton STL : John Stuper Vic. : John Stuper (1-0) Déf. : Don Sutton (0-1) HRs: STL : Darrell Porter (1), Keith Hernandez (1) |   |   |   |   |   |   |   |   |   |    |    |   |

### Match 7
Mercredi 20 octobre 1982 au Busch Memorial Stadium, Saint-Louis, Missouri.
| Brewers de Milwaukee | 0 | 0 | 0 | 0 | 1 | 2 | 0 | 0 | 0 | 3 | 7  | 0 |
| Cardinals de Saint-Louis | 0 | 0 | 0 | 1 | 0 | 3 | 0 | 2 | X | 6 | 15 | 1 |
| Lanceurs partants : MIL : Pete Vuckovich STL : Joaquin Andujar Vic. : Joaquin Andujar (2-0) Déf. : Bob McClure (0-2) Sauv. : Bruce Sutter (2) HRs : MIL : Ben Oglivie (1) |   |   |   |   |   |   |   |   |   |   |    |   |

## Joueur par excellence
Le joueur par excellence de la Série mondiale 1982 fut Darrell Porter, des Cardinals de Saint-Louis. Le receveur, qui avait commencé sa carrière avec les Brewers onze années plus tôt, a frappé 8 coups sûrs, dont un circuit, et produit 5 points en finale. Il avait également brillé en Série de championnat contre Atlanta avec 5 coups sûrs en 9, pour une moyenne au bâton de ,556.
Du côté des perdants, Paul Molitor (11 coups sûrs et moyenne de ,355) et le lanceur Mike Caldwell (deux victoires) se sont également distingués.

## Faits notables
- En septième manche du match #5, Paul Molitor, des Brewers, est devenu le premier joueur de l'histoire à connaître deux parties d'au moins 4 coups sûrs dans la même Série mondiale. Il en avait frappé 5 lors du premier face-à-face de la série.
- Le match du 12 octobre 1982 marquait le tout premier affrontement entre les Cardinals et les Brewers dans l'histoire de ces deux franchises.
- Les Brewers de Milwaukee ont été transférés de la Ligue américaine à la Ligue nationale en 1998. S'ils atteignent à nouveau la finale, ils deviendraient la première équipe de l'ère moderne du baseball à jouer en Série mondiale comme représentant des deux ligues. Les Dodgers de Brooklyn y avaient participé comme représentant de la première version de l'Américaine en 1889 puis comme champions de la Nationale en 1890, et la franchise de Saint-Louis (qui allait éventuellement porter le nom de Cardinals) compte le même fait d'armes à la fin du XIX et au début du XXe siècle.